# 이용복
이용복(1952년 6월 27일 - )은 대한민국의 가수이다.
선천성 소아 녹내장을 앓던 그는 8살 때 사고로 시력을 잃어 맹아 학교에 입학했다. 1970년 1월, 고등학교 2학년 때 가수로 데뷔했는데, 처음엔 장애인이라는 점 때문에 인기를 끌었지만, 1971년에 여러 신인 가수상을 받으면서 가수로서 주목을 받기 시작했다. 기타리스트로서도 재능이 있어서 양희은의 데뷔 앨범 《아침 이슬》에서 12줄 기타를 맡기도
대한민국 최초로 맹인 가수로 한 시대를 풍미했던 그는 아직 TV가 많지 않던 시절 라디오에서 명석한 두뇌와 해박한 지식과 말솜씨로 요즘의 예능프로와 유사한 당시의 인기프로 가운데 하나였던 동아방송 라디오 프로그램 
"유쾌한 응접실"당시 사회자  전영우 or최두헌 패널 한글학자 한공남박사 에 출연해 유창한 재담으로 방청객에 웃음과 놀라움을 주었다.

## 노래
초기에는 외국곡을 번안해서
인기를 얻음  번안곡 :
어머니 왜나를 낳으셨나요
(1943년3월4일생)
어린 시절 (Playground In My Mind의)
캐세라.  마음은짚시. 등
- 히트곡 :달맞이꽃, 그얼굴에 햇살을, 잔디밭, 마지막 편지, 어린시절, 잊으라면 잊겠어요, 사랑의 모닥불, 비가 좋아